# Лиив, Карл Карлович
Карл Карлович Лиив (Лийв; эст. Karl Liiv; 10 февраля 1921, Таллин, Эстония — 4 мая 1979, там же, Эстонская ССР, СССР) — советский и эстонский хоккеист, вратарь.

## Биография
Родился 10 февраля 1921 года в Таллине. В хоккее с шайбой дебютировал в 1936 году в возрасте пятнадцати лет.
В 1945 году был принят в состав ХК «Динамо» (Таллин), где играл вплоть до 1949 года. В 1949 году переведён в состав одноклубников из Москвы, где играл вплоть до 1956 года. В сезоне 1956/57 выступал за ХК «Химик» (Воскресенск). В качестве вратаря провёл более 140 матчей в высшей лиге. В 1954 году стал чемпионом СССР по хоккею с шайбой, также завоёвывал серебро (1950, 1951) и бронзу (1952, 1953, 1955, 1956). В 1953 году стал обладателем Кубка СССР, а в 1955 и 1956 годах — финалистом Кубка страны. Входил в состав сборной Москвы.
Являлся сильнейшим вратарём в истории эстонского хоккея. Во время игры был собранным, хладнокровным и умело выбирал позиции, в результате чего он пропустил в ворота только считаные шайбы. В 2017 году включён в Зал славы эстонского хоккея.
В 1957 году после завершения спортивной карьеры вернулся в Таллин.
Скончался 4 мая 1979 года в Таллине.